# Taylorcraft Aviation
A Taylorcraft Aviation é uma fabricante de aviões que produz aeronaves há mais de 70 anos, nesse período, mudou de nome e de local algumas vezes. A empresa constrói pequenos aviões monomotores. O design padrão dos aviões da Taylorcraft é um layout convencional: asa alta, cobertura de tecido, de dois lugares. O design básico permaneceu inalterado desde 1936, e este design é vendido como uma aeronave esportiva de uso pessoal hoje.

## Histórico

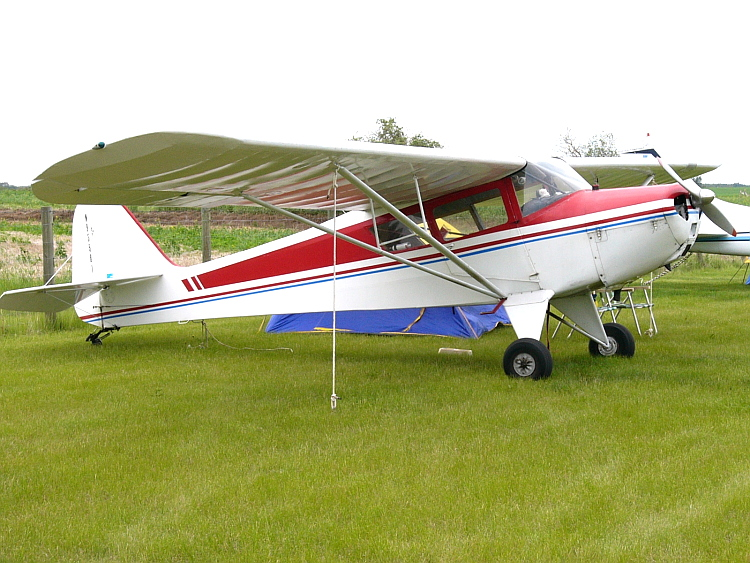
Modelo Taylorcraft BC-12-D de 1946.

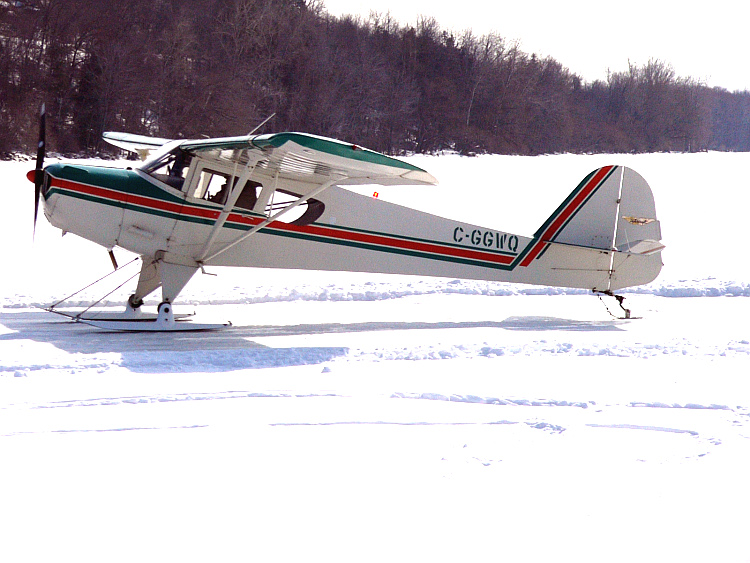
Modelo Taylorcraft F-19 de 1975 com esquis.

O designer, Clarence Gilbert Taylor, um engenheiro aeronáutico autodidata nascido em Rochester, Nova York, filho de pais que imigraram da Inglaterra, pode ser chamado de "pai da aviação privada na América", pois projetou o Taylor Cub original em 1931 em Bradford, Pensilvânia. Taylor, junto com seu irmão Gordon, formou a Taylor Brothers Aircraft Corporation - slogan; "Buy Your Airplane Taylor Made" - em Rochester, Nova York em 1926, oferecendo um monoplano de asa alta de dois lugares chamado "Chummy", com preço de US$ 4.000. O modelo "Chummy" não conseguiu vendas e depois que Gordon morreu, voando em outro projeto da Taylor em 1928, Clarence mudou-se para Bradford, Pensilvânia, onde os habitantes da cidade lhe ofereceram uma nova fábrica no aeródromo local mais US $ 50.000 para investir na empresa. Um dos investidores foi William Thomas Piper, que fez sua fortuna com poços de petróleo.
Taylor prometeu construir uma aeronave de uso pessoal superior ao Cub, então formou sua própria empresa em 1935 como a Taylor-Young Airplane Company, rebatizada para Taylorcraft Aviation Corporation em 1939. Piper comprou a participação de Taylor na "Taylor Aircraft", que mais tarde foi renomeada Piper Aircraft.
Em 1936, Taylor alugou instalações no Aeroporto Pittsburgh-Butler e fabricou pela primeira vez o avião "Taylorcraft". Naquele verão, a empresa mudou-se para Alliance, Ohio, quando a cidade ofereceu o uso da fábrica do antigo biplano Hess-Argo (28 construídos entre 1929-1932) sem aluguel por um período de seis meses, com opção de compra por US$ 48.000.
Durante a Segunda Guerra Mundial, aeronaves leves foram usadas para fins de treinamento, ligação e observação. O modelo DCO-65 da Taylorcraft foi chamado de L-2 pela "United States Army Air Forces" e serviu ao lado da versão militar do Piper Cub na Segunda Guerra Mundial. A Taylorcraft Airplanes Ltd., uma subsidiária com sede em Thurmaston, Leicestershire, Inglaterra, desenvolveu o "Taylorcraft Model D" e a linha Auster Mk. I até o Mk. V, que se tornou a aeronave de ligação "backbone" do British AOP ("Air Observation Post") e dos três esquadrões "Canadian AOP" RCAF: o No. 664, o No. 665 e o No. 666.

### Taylorcraft Inc
No outono de 1946, a produção foi interrompida após um incêndio na fábrica da Taylorcraft em Alliance, Ohio e a empresa foi à falência. Em 1949 C.G. Taylor comprou os ativos da empresa anterior e iniciou uma nova empresa a "Taylorcraft, Inc." em Conway, Pensilvânia. A empresa reiniciou a produção do "BC-12D Traveller" e do "BC-12-85D Sportsman". A empresa produziu poucas aeronaves e os certificados de tipo foram vendidos para a "Univair" e a produção foi interrompida.

### Taylorcraft Aviation Corporation
Em 1971, a Taylorcraft Aviation Corporation, de propriedade de Charles Feris, colocou o Modelo 19 de volta em produção como o F-19 Sportsman e adicionou o modelo F-21. Feris morreu em 1976 e a produção continuou em um ritmo baixo até 1985. Charles Ruckle comprou a empresa em 1985 e mudou a operação para Lock Haven, Pensilvânia, onde a empresa produziu 16 aeronaves antes de falir em 1986 sendo colocada à venda.

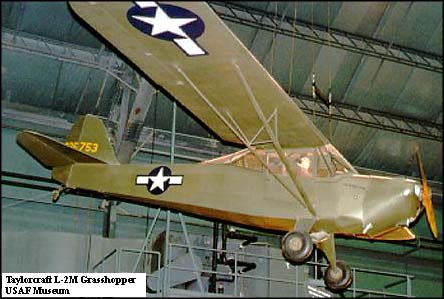
Um Taylorcraft L-2M no
"National Museum of the United States Air Force".

### Aircraft Acquisition Corporation
A empresa com sede em "West Virginia" foi criada para colocar um novo modelo em certificação e desenvolver uma rede de distribuição. Os ativos foram vendidos para o grupo investidor-chave "East Kent Capitol".

### 2008 Repossession
Em 21 de fevereiro de 2008, a empresa foi retomada por seu antigo proprietário, a "Taylorcraft 2000 LLC." Os proprietários anteriores haviam recebido pedidos de novos suportes para aeronaves existentes para aliviar uma inspeção repetitiva da "Diretriz de Aeronavegabilidade" e está entregando esses novos suportes aos clientes. Os certificados de tipo do projeto, desenhos, gabaritos, modelos e peças foram colocados à venda.

## Aviões
| Nome do modelo             | Primeiro voo | Qtd. construída | Tipo                                  |
| -------------------------- | ------------ | --------------- | ------------------------------------- |
| Taylor Cub                 |              |                 | Monomotor, dois lugares, monoplano.   |
| Taylorcraft A              |              |                 | Monomotor, dois lugares, monoplano.   |
| Taylorcraft B              |              |                 | Monomotor, dois lugares, monoplano.   |
| Taylorcraft D              | 1941         | 3.170           | Monomotor, dois lugares, monoplano.   |
| Taylorcraft L-2            |              | 1.980+          | Versão militar do Model D             |
| Taylorcraft LBT            | 1944         | 25              | Bomba planadora                       |
| Taylorcraft TG-6           |              | 250             | Versão planador do L-2                |
| Taylorcraft 15             |              | 31              | Monomotor, quatro lugares, monoplano. |
| Taylorcraft 16             |              | 1               | Monomotor, monoplano.                 |
| Taylorcraft 18             |              | 1               | Monomotor, quatro lugares, monoplano. |
| Taylorcraft F-19 Sportsman | 1973         | 120             | Monomotor, dois lugares, monoplano.   |
| Taylorcraft 20             | 1955         | 38              | Monomotor, four seat monoplano.       |
| Taylorcraft F-21           |              | 43              | Monomotor, dois lugares, monoplano.   |
| Taylorcraft F-22           |              |                 | Versão triciclo do F-21               |